# Simplonlinie

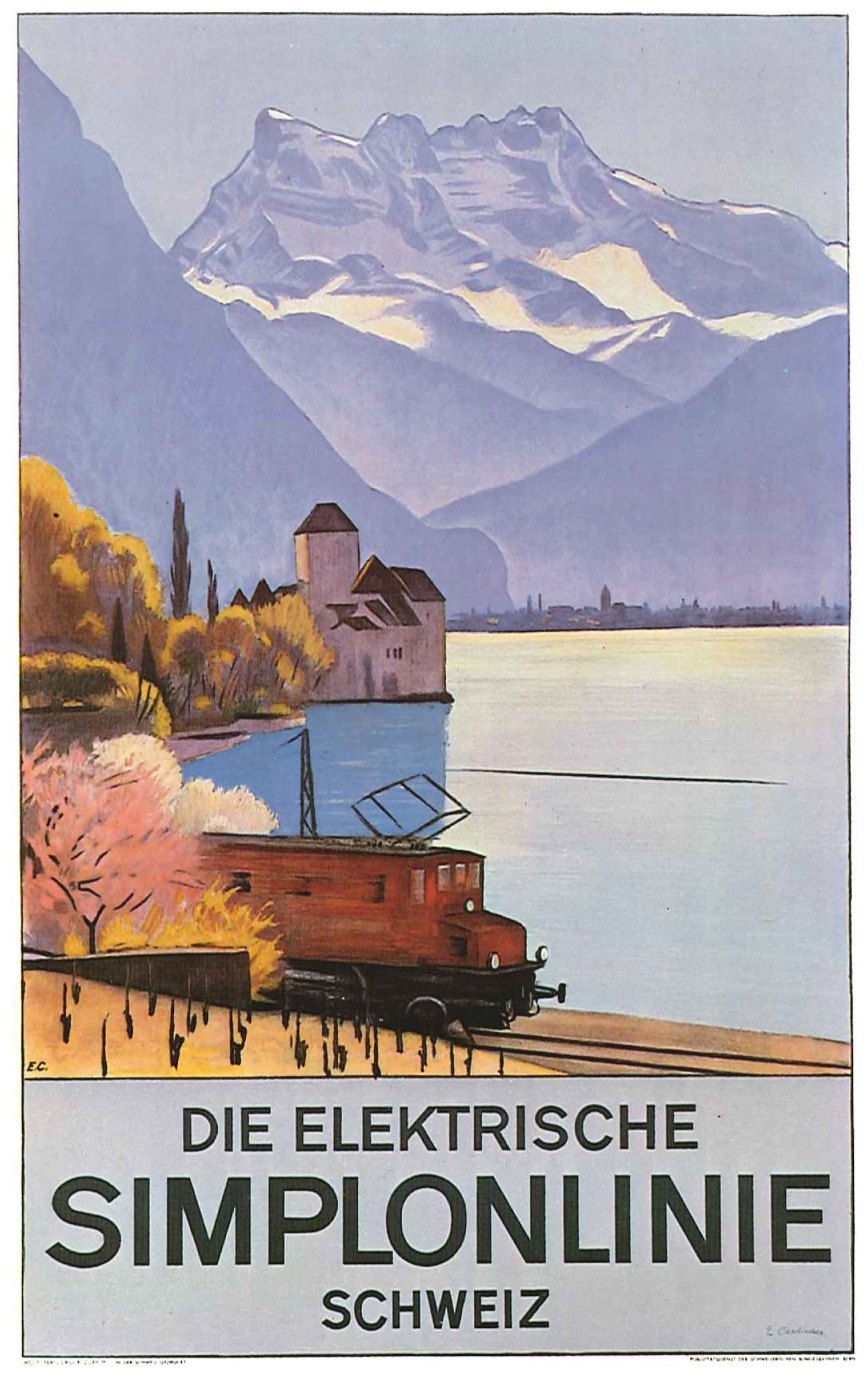
Poster over de Simplonlinie uit 1928

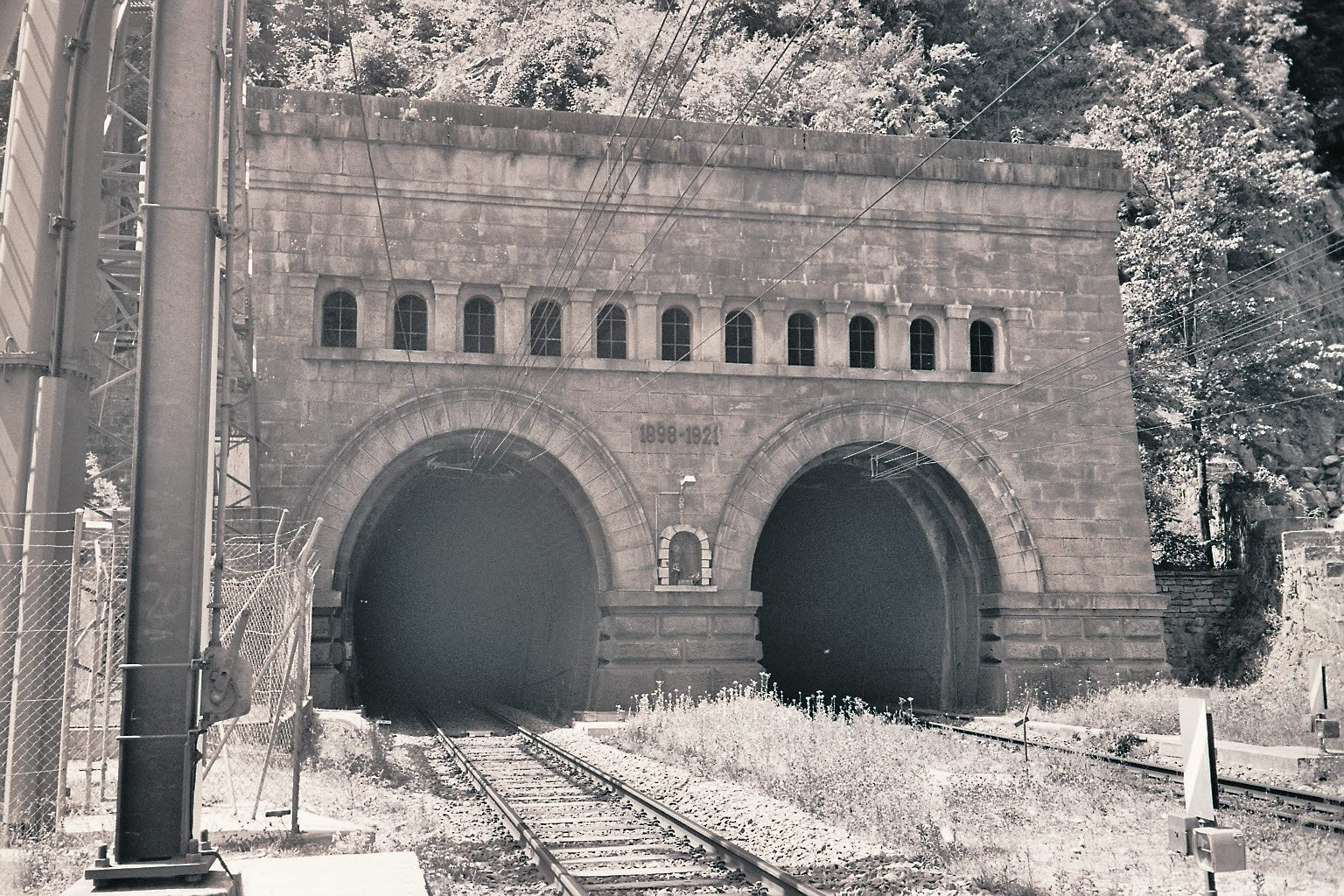
Simplontunnel

De Simplonlinie is een spoorlijn van de Frans-Zwitserse grensplaats Saint-Gingolph aan de zuidoever van het Meer van Genève via Martigny langs de Rhône naar Brig met aansluiting door de Simplontunnel onder de Simplonpas bij de Italiaanse grens bij Gondo tot aan Domodossola.
De spoorlijn bestaat uit:
- Spoorlijn Vallorbe - Daillens, spoorlijn in Zwitserland tussen Vallorbe en Daillens, via de Jurafusslinie naar Lausanne
- Spoorlijn Lausanne - Brig, spoorlijn in Zwitserland tussen Lausanne en Brig
- Spoorlijn Brig - Domodossola, spoorlijn in Zwitserland tussen Brig en Domodossola
- Simplontunnel, onderdeel van de spoorlijn tussen Brig en Domodossola